# Janvier 1907

## Événements
- Canada : au hockey, les Thistles de Kenora remportent la coupe Stanley contre les Wanderers de Montréal.
- Janvier et mars, France : lois sur la liberté des cultes.

- 7 janvier (Mexique) : grève dans les centres textiles, violemment réprimée. Plus de 200 ouvriers sont tués.

- 14 janvier : tremblement de terre à Kingston, Jamaïque qui fait 800 morts.

- 22 janvier : Robert Esnault-Pelterie dépose un brevet portant sur les commandes d'aéroplane : son dispositif comporte un levier unique agissant dans le sens des réflexes du pilote. C'est la naissance du « manche ».

- 25 janvier (Allemagne) : majorité de droite, étroite et fragile, au Reichstag pour soutenir la Weltpolitik de Bülow.

## Naissances
- 11 janvier : Pierre Mendès France, homme politique français († 18 octobre 1982).
- 13 janvier : Sergueï Korolev, ingénieur soviétique († 14 janvier 1966).
- 14 janvier : Georges-Émile Lapalme, politicien († 5 février 1985).
- 17 janvier : Maurice Raes, coureur cycliste belge († 23 février 1992).
- 24 janvier : Maurice Couve de Murville, homme politique français († 24 décembre 1999).
- 26 janvier : Hans Selye, scientifique († 16 octobre 1982).
- 28 janvier : Jean Terfve, homme politique belge († 17 avril 1978).
- 31 janvier : Maurice Seynaeve, coureur cycliste belge spécialiste du cyclo-cross († 28 novembre 1998).

## Décès
- 1er janvier : William Pearce Howland, lieutenant-gouverneur de l'Ontario.
- 4 janvier : Alfred Touchemolin, peintre, dessinateur et graveur français (° 9 novembre 1829).
- 13 janvier : Antonio Montes, matador espagnol (° 20 décembre 1876).
- 20 janvier : Alphonse Angelin, peintre français (° 30 octobre 1815).
- 24 janvier : Félix-Joseph Barrias, peintre français (° 13 septembre 1822).
- 25 janvier : Andrew George Blair, premier ministre du Nouveau-Brunswick.